# Toxicoscordion venenosum
Toxicoscordion venenosum är en nysrotsväxtart som först beskrevs av Sereno Watson, och fick sitt nu gällande namn av Per Axel Rydberg. Toxicoscordion venenosum ingår i släktet Toxicoscordion och familjen nysrotsväxter.

## Underarter
Arten delas in i följande underarter:
- T. v. gramineum
- T. v. venenosum

## Bildgalleri

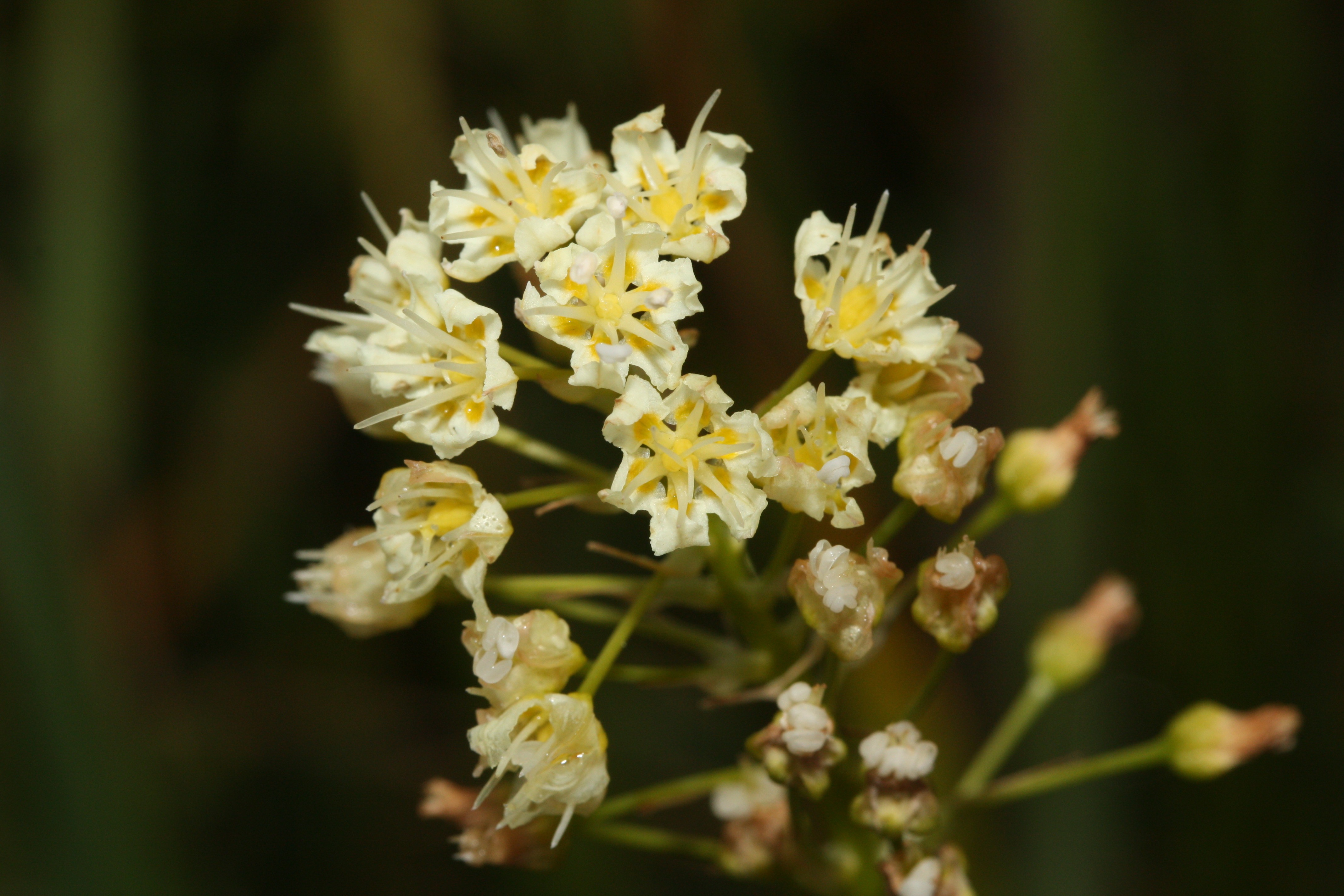
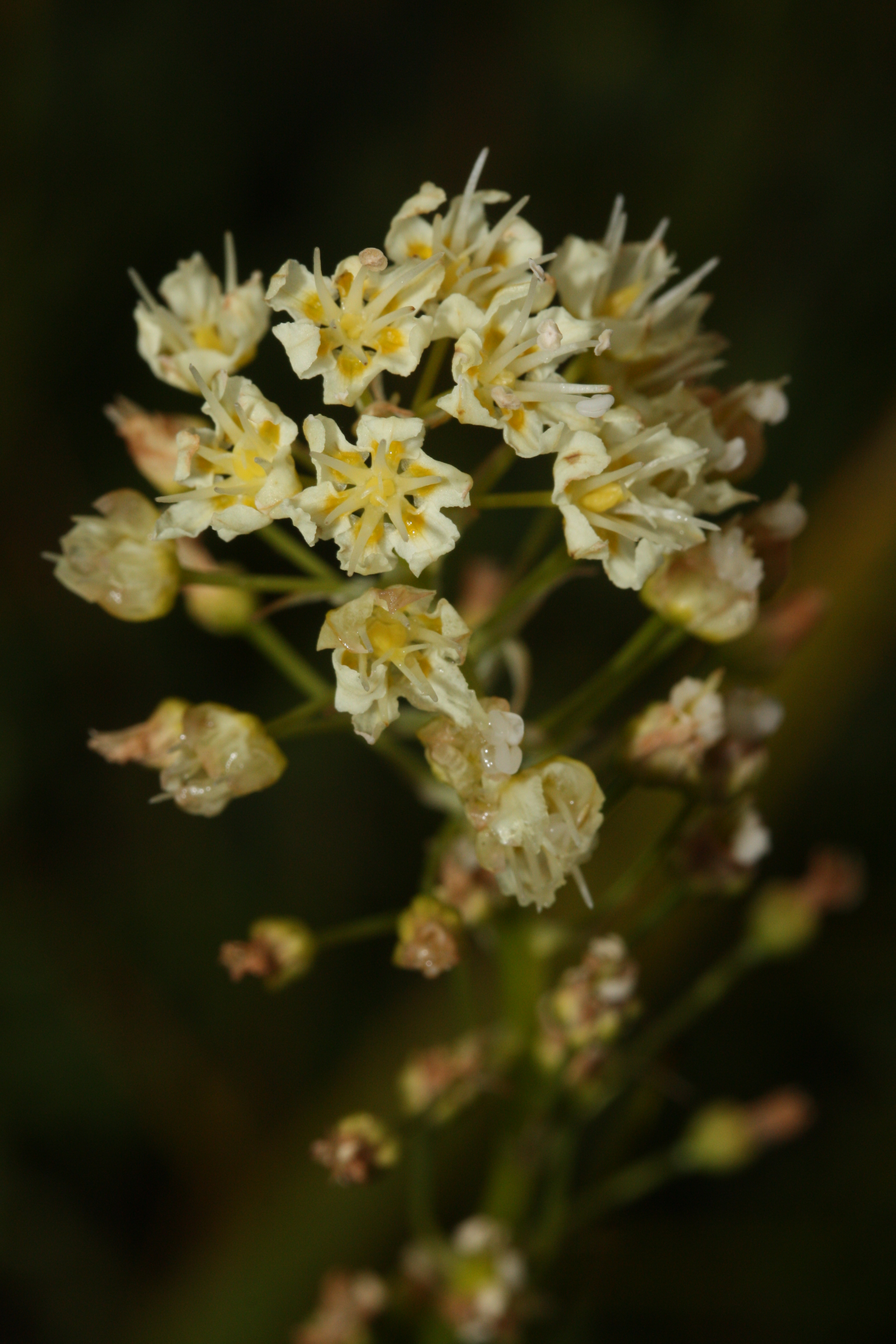
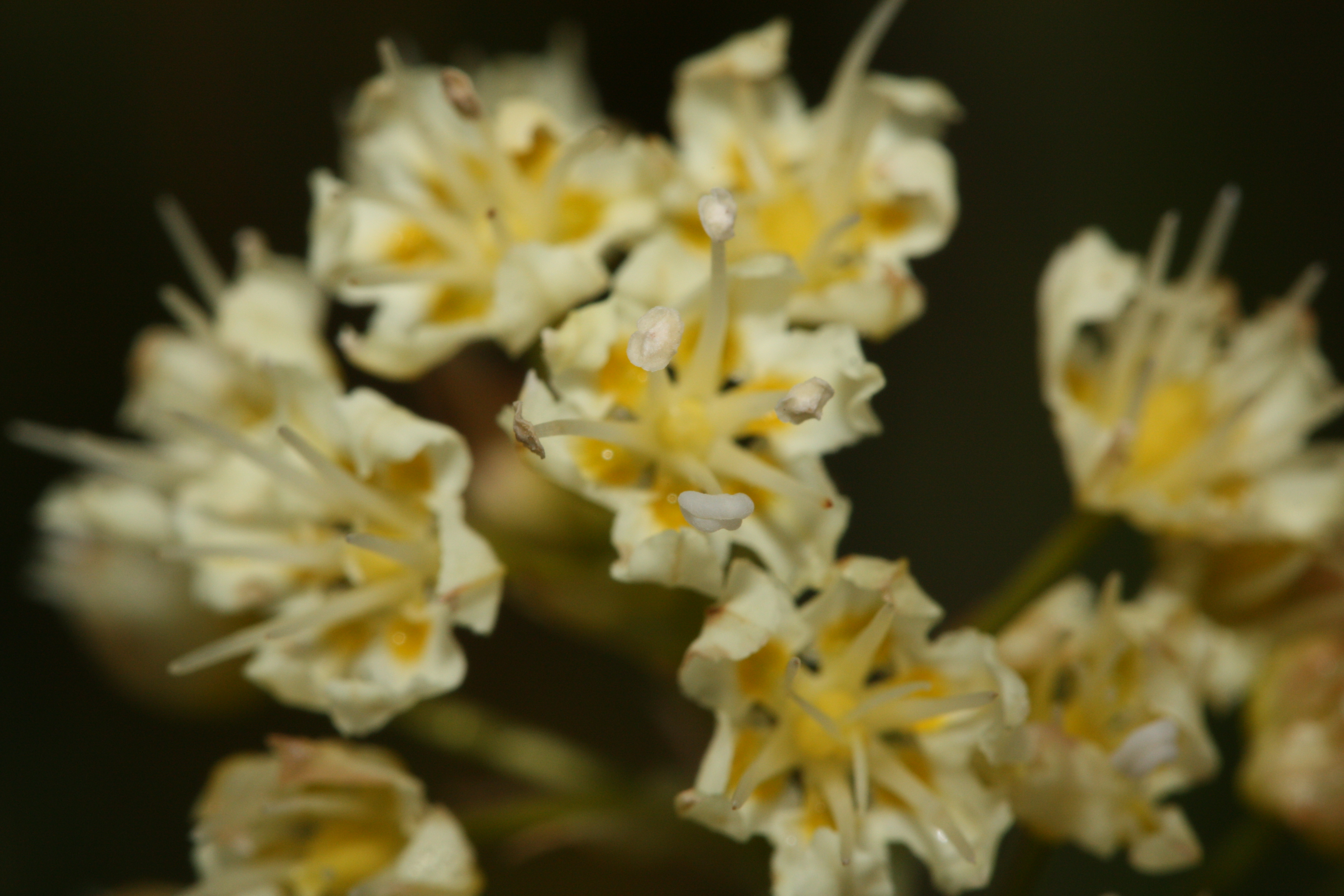
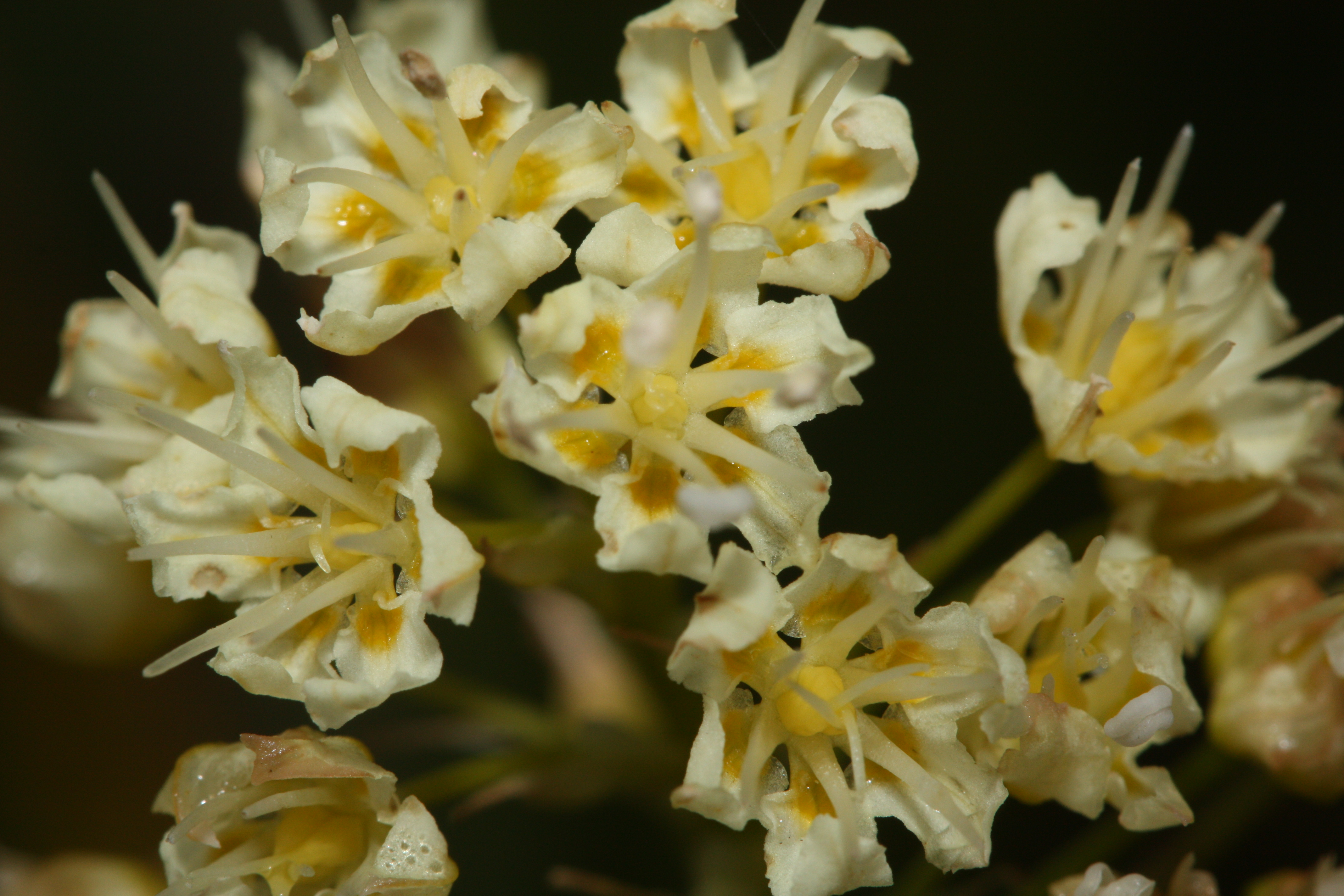
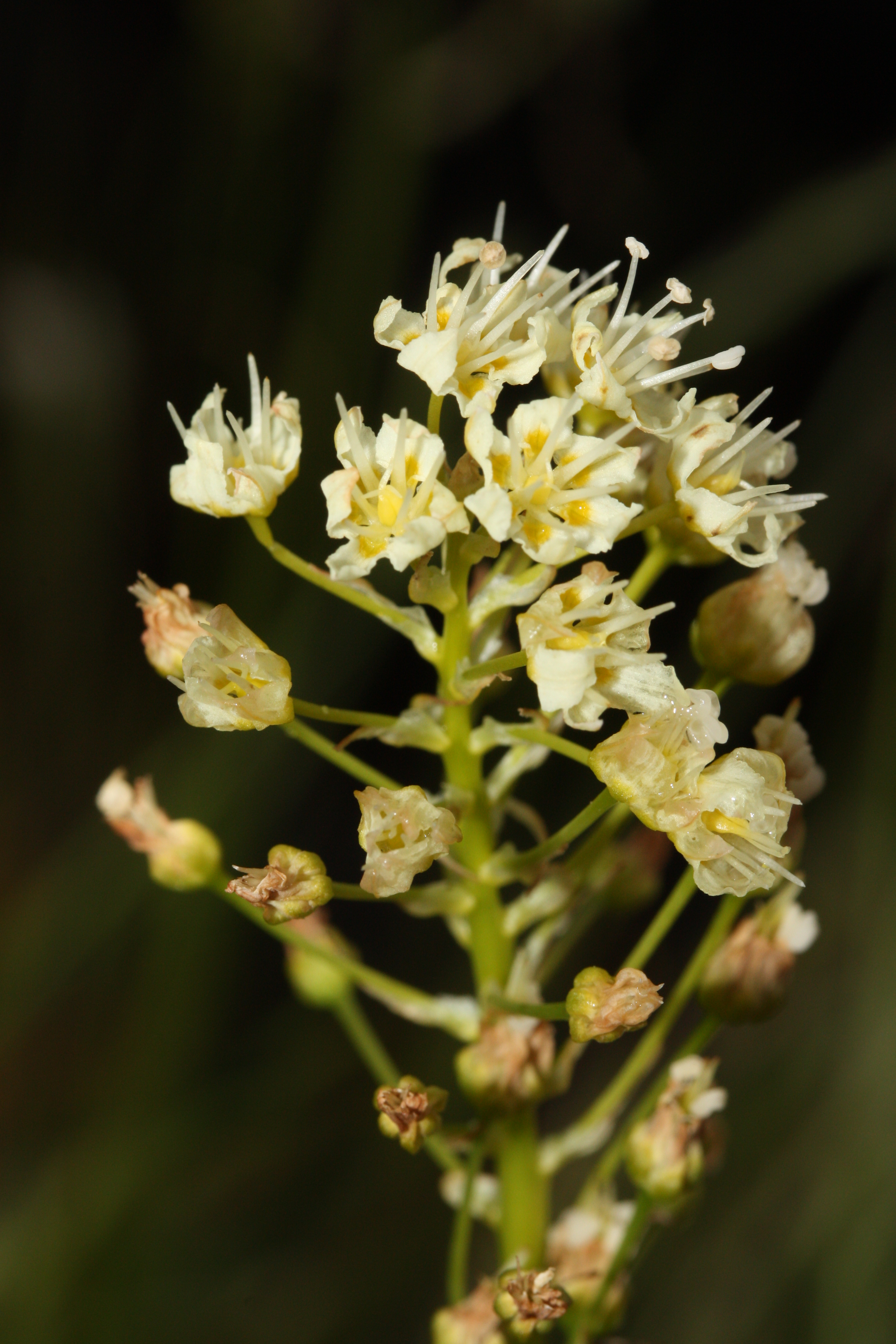
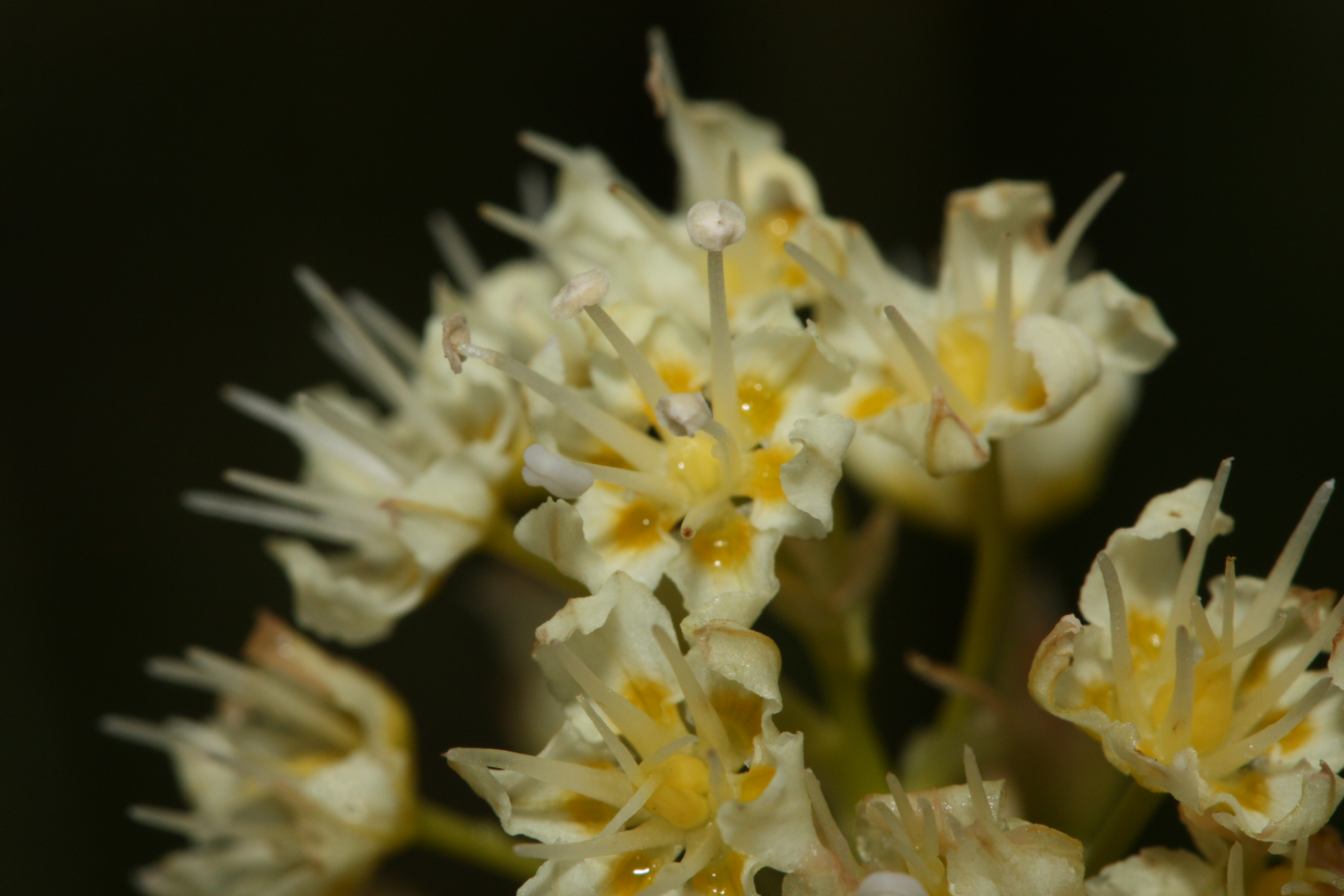